# Témoin à charge (recueil de nouvelles)
Pour les articles homonymes, voir Témoin à charge.
Témoin à charge est un recueil de huit nouvelles policières d'Agatha Christie, publié en France en 1969. Il n'a pas d'équivalent exact dans les pays anglo-saxons, les nouvelles composant ce recueil ayant été publiées, tant au Royaume-Uni qu'aux États-Unis, dans des recueils différents non publiés en France.
Ce recueil est composite : les cinq dernières nouvelles mettent en scène le détective belge Hercule Poirot, tandis que les trois premières sont sans rapport. Ces cinq nouvelles ont été adaptées dans la série télévisée Hercule Poirot au sein des trois premières saisons. 
Le recueil est toujours édité par les éditions du Masque avec la dernière édition (l'actuelle) remontant à 2019. 

## Composition du recueil
1. Témoin à charge (The Witness for the Prosecution)
2. T.S.F. (Wireless)
3. Le Mystère du vase bleu (The Mystery of the Blue Jar)
4. Le Mort avait les dents blanches (Four-and-Twenty Blackbirds)
5. Double Manœuvre (Double Sin)
6. Trio à Rhodes (Triangle at Rhodes)
7. Le Rêve (The Dream)
8. Le Mystère du bahut espagnol (The Mystery of the Spanish Chest)

## Publications

### Royaume-Uni
Le recueil n'a pas d'équivalent au Royaume-Uni, les nouvelles sont publiées dans différents recueils :
- les nouvelles nos 1, 2 et 3 sont publiées en 1933 dans The Hound of Death and Other Stories ;
- la nouvelle no 6 est publiée en 1937 dans Murder in the Mews ;
- les nouvelles nos 4, 7 et 8 sont publiées en 1960 dans The Adventure of the Christmas Pudding and a Selection of Entrées ;
- la nouvelle no 5 est publiée en 1974 dans Poirot's Early Cases.

### États-Unis
Le recueil n'a pas d'équivalent aux États-Unis, les nouvelles sont publiées dans différents recueils :
- la nouvelle no 6 est publiée en 1937 dans Dead Man's Mirror and Other Stories ;
- la nouvelle no 7 est publiée en 1939 dans The Regatta Mystery and Other Stories ;
- les nouvelles nos 1, 2 et 3 sont publiées en 1948 dans The Witness for the Prosecution and Other Stories ;
- la nouvelle no 4 est publiée en 1950 dans Three Blind Mice and Other Stories ;
- la nouvelle no 5 est publiée en 1961 dans Double Sin and Other Stories ;
- la nouvelle no 8 est publiée en 1997 dans The Harlequin Tea Set and Other Stories.

## Éditions
- Témoin à charge, Paris, Librairie des Champs-Élysées, coll. « Le Masque » (no 1084), 1969, 256 p. (ISBN 2-7024-1189-4, BNF 35449667)
- Témoin à charge, Paris, Librairie des Champs-Élysées, coll. « Le Club des Masques » (no 210), 1974, 252 p. (ISBN 2-7024-0023-X, BNF 35147391)
- Repris dans : Œuvres complètes : Agatha Christie  (trad. de l'anglais), t. 17, Paris, Librairie des Champs-Élysées, 1980, 420 p. (ISBN 2-7024-0435-9, BNF 34655908)
- Témoin à charge, Paris, Librairie générale française, coll. « Le Livre de Poche » (no 6018), 1985, 187 p. (ISBN 2-253-03602-1, BNF 34772662)
- Témoin à charge, Paris, Hachette collections, coll. « Agatha Christie » (no 78), 2007, 285 p. (ISBN 978-2-84634-656-6 et 2-84634-656-9, BNF 40995675)
- Le recueil n'est pas repris dans le cadre de la collection « Les Intégrales du Masque », les présentes nouvelles ayant été redistribuées dans leurs recueils originaux.